# Парагулд (Арканзас)
Парагулд (англ. Paragould) — місто (англ. city) в США, адміністративний центр округу Грін штату Арканзас. Населення — 29 537 осіб (2020).

## Географія
Парагулд розташований на висоті 92 метри над рівнем моря за координатами 36°3′20″ пн. ш. 90°30′53″ зх. д. / 36.05556° пн. ш. 90.51472° зх. д. (36.055651, -90.514719).  За даними Бюро перепису населення США в 2010 році місто мало площу 81,23 км², з яких 80,81 км² — суходіл та 0,42 км² — водойми.

### Клімат
| Клімат : Парагулд       | Клімат : Парагулд | Клімат : Парагулд | Клімат : Парагулд | Клімат : Парагулд | Клімат : Парагулд | Клімат : Парагулд | Клімат : Парагулд | Клімат : Парагулд | Клімат : Парагулд | Клімат : Парагулд | Клімат : Парагулд | Клімат : Парагулд | Клімат : Парагулд |
| Показник                | Січ.              | Лют.              | Бер.              | Квіт.             | Трав.             | Черв.             | Лип.              | Серп.             | Вер.              | Жовт.             | Лист.             | Груд.             | Рік               |
| Абсолютний максимум, °C | 22,8              | 25,6              | 31,7              | 33,9              | 34,4              | 38,3              | 41,1              | 40,6              | 37,8              | 33,3              | 27,8              | 25,0              | 41,1              |
| Середній максимум, °C   | 6,7               | 10,6              | 15,6              | 21,1              | 26,1              | 31,1              | 33,3              | 32,2              | 28,9              | 23,3              | 15,0              | 9,4               | 21,2              |
| Середній мінімум, °C    | −3,3              | −0,6              | 5,0               | 10,0              | 15,6              | 20,0              | 22,2              | 21,1              | 17,2              | 10,0              | 4,4               | 0,0               | 10,2              |
| Абсолютний мінімум, °C  | −25,6             | −18,3             | −15               | −7,2              | 4,4               | 10,0              | 12,2              | 10,0              | 2,2               | −2,2              | −8,9              | −21,1             | −25,6             |
| Норма опадів, мм        | 89                | 89                | 125               | 130               | 126               | 100               | 78                | 68                | 79                | 102               | 136               | 124               | 1225              |
| ----------------------- | ----------------- | ----------------- | ----------------- | ----------------- | ----------------- | ----------------- | ----------------- | ----------------- | ----------------- | ----------------- | ----------------- | ----------------- | ----------------- |
| Джерело:                |                   |                   |                   |                   |                   |                   |                   |                   |                   |                   |                   |                   |                   |

## Демографія

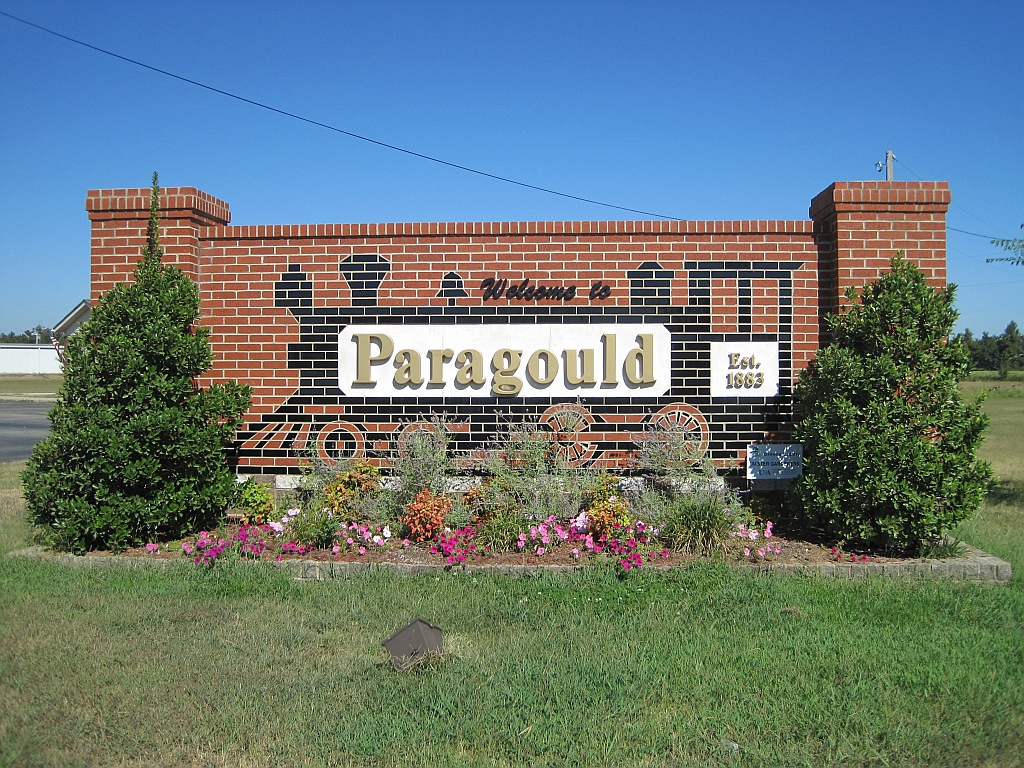
Знак на в'їзді в місто

Згідно з переписом 2010 року, у місті мешкало 26 113 осіб у 10 288 домогосподарствах у складі 7045 родин. Густота населення становила 321 особа/км².  Було 11070 помешкань (136/км²). 
Расовий склад населення:
| - 95,6 % — білих - 0,8 % — чорних або афроамериканців - 0,5 % — корінних американців - 0,3 % — азіатів - 1,3 % — осіб інших рас |

До двох чи більше рас належало 1,5 %. Іспаномовні складали 2,8 % від усіх жителів.
За віковим діапазоном населення розподілялося таким чином: 25,7 % — особи молодші 18 років, 59,7 % — особи у віці 18—64 років, 14,6 % — особи у віці 65 років та старші. Медіана віку мешканця становила 36,0 року. На 100 осіб жіночої статі у місті припадало 92,3 чоловіків;  на 100 жінок у віці від 18 років та старших — 88,9 чоловіків також старших 18 років.
Середній дохід на одне домашнє господарство  становив 49 823 долари США (медіана — 40 340), а середній дохід на одну сім'ю — 60 266 доларів (медіана — 52 405). Медіана доходів становила 39 829 доларів для чоловіків та 31 175 доларів для жінок. За межею бідності перебувало 17,5 % осіб, у тому числі 19,9 % дітей у віці до 18 років та 9,9 % осіб у віці 65 років та старших.
Цивільне працевлаштоване населення становило 11 174 особи. Основні галузі зайнятості: освіта, охорона здоров'я та соціальна допомога — 25,0 %, виробництво — 23,5 %, роздрібна торгівля — 10,9 %, транспорт — 6,8 %.
За даними перепису населення 2000 в Парагулді проживало 22 017 людина, 6133 родини, налічувалося 8941 домашнє господарство і 9789 житлових будинків. Середня густота населення становила близько 274,5 осіб на один квадратний кілометр. Расовий склад Парагулда за даними перепису розподілився таким чином: 97,87 % білих, 0,04 % — чорних або афроамериканців, 0,42 % — корінних американців, 0,22 % — азіатів, 0,02 % — вихідців з тихоокеанських островів, 0,86 % — представників змішаних рас, 0,56 % — інших народів. Іспаномовні склали 1,33 % від усіх жителів міста.
З 8941 домашніх господарств в 31,9 % — виховували дітей віком до 18 років, 53,7 % представляли собою подружні пари, які спільно проживали, в 11,4 % сімей жінки проживали без чоловіків, 31,4 % не мали сімей. 27,5 % від загального числа сімей на момент перепису жили самостійно, при цьому 13,0 % склали самотні літні люди у віці 65 років та старше. Середній розмір домашнього господарства склав 2,40 особи, а середній розмір родини — 2,92 людини.
Населення міста за віковим діапазоном за даними перепису 2000 року розподілилося таким чином: 24,8 % — жителі молодше 18 років, 9,6 % — між 18 і 24 роками, 28,0 % — від 25 до 44 років, 21,7 % — від 45 до 64 років і 15,8 % — у віці 65 років та старше. Середній вік мешканця склав 36 років. На кожні 100 жінок в Парагулді припадало 90,7 чоловіків, у віці від 18 років та старше — 86,9 чоловіків також старше 18 років.
Середній дохід на одне домашнє господарство в місті склав 30 815 доларів США, а середній дохід на одну сім'ю — 39 431 долар. При цьому чоловіки мали середній дохід в 28 103 долара США на рік проти 20 623 долара середньорічного доходу у жінок. Дохід на душу населення в місті склав 18 076 доларів на рік. 8,4 % від усього числа сімей в окрузі і 12,0 % від усієї чисельності населення перебувало на момент перепису населення за межею бідності, при цьому 12,1 % з них були молодші 18 років і 12,1 % — у віці 65 років та старше.

## Відомі уродженці та мешканці

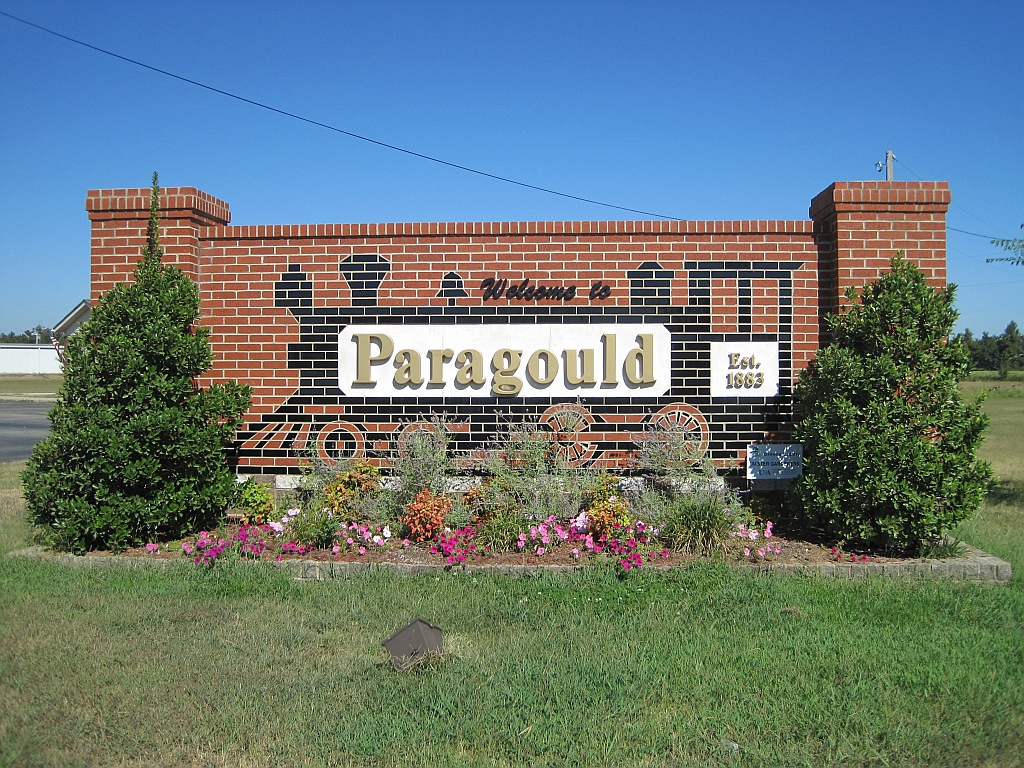
Знак на в'їзді в місто

- Мартін Стюарт (р. 1918) — гравець Головної ліги бейсболу;
- Велдон Боулін (р. 1940) — гравець Головної ліги бейсболу;
- Френк Неш — банківський грабіжник, учасник Канзаської різанини 17 червня 1933. Довгий час жив в Парагулді, похований на місцевому кладовищі;
- Джинн Кармен — пинап-актриса 1950-х, народилася в Парагулді.